# Andrew Train
Andrew Train, född den 21 september 1963 i Pelsall, Storbritannien, är en brittisk kanotist.
Han tog bland annat VM-guld i C-1 200 meter i samband med sprintvärldsmästerskapen i kanotsport 2011 i Szeged.